# Гипс
Гипсът е много мек минерал, дихидрат на калциевия сулфат с химична формула CaSO4·2H2O. Думата гипс произлиза от гръцката дума γύψος (gypsos). Кристалната разновидност на гипса се нарича селенит, а зърнестата – алабастър.
При нагряване от 107 до 170 °C двухидратният гипс преминава в полихидратен гипс и добива свойството да свързва. От 200 до 250 °C той губи още от намиращата се в него вода и увеличава още свойството да свързва. При 400 °C той напълно губи кристализационната вода и губи свойството да свързва. Получава се т. нар. „мъртъв“ гипс с формула CaSO4, познат като анхидрит. Нагрят над 800 °C той отново придобива свойството да свързва.
Гипсът намира широко приложение в строителството (като материал за мазилка, гипсокартон, гипсофазер и др.), в земеделието, текстилната и хартиената промишленост, в медицината. Най-големите производители на гипс в света са САЩ, Канада, Франция, Италия и Великобритания. Находищата му са седиментогенни и изветрителни.
В България от 1965 г. природен гипс се добива и от него се произвежда печен гипс единствено в с. Кошава край гр. Видин от фирмата „ГИПС“ АД. Подземният рудник за добив на природен гипс е с дълбочина 300 m. Добивът се осъществява с пробивно-взривни работи, товаренето на отбития материал – с челни товарачи, а извозването до шахтите – със самосвали. Височината на добивните камери е 10 – 12 m при широчина 7 m. Отработените камери се запълват хидравлично с пясък от р. Дунав. Годишният добив на суров гипс е около 150 – 180 хил. t.